# 푸가의 기법

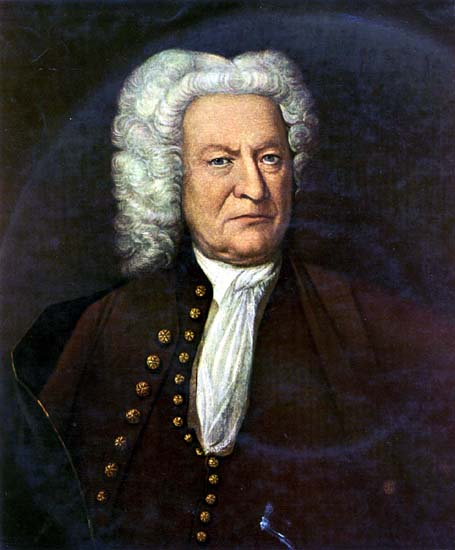
바흐의 초상화로 추정되는 그림. 1750년 작.

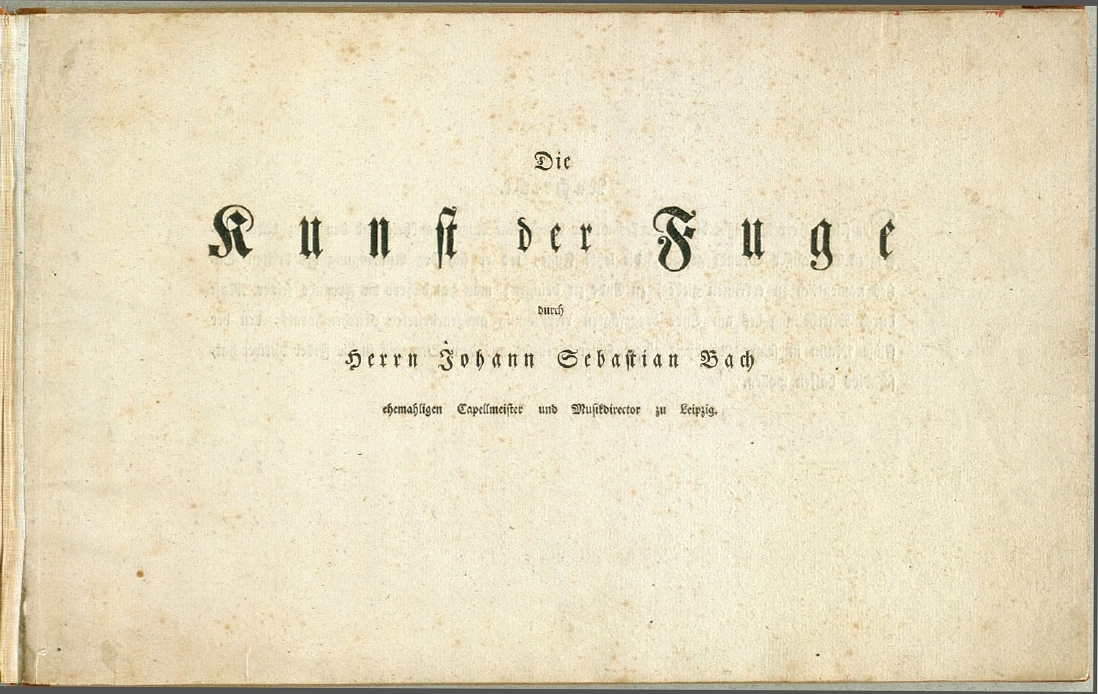
제1판 타이틀 페이지 (1751년)

《푸가의 기법 바흐 작품 번호 1080》(독일어: Die Kunst der Fuge)는 요한 제바스티안 바흐가 1748~1749년 무렵부터 작곡을 시작해 1750년 세상을 떠나면서 미완성으로 남겨진 작품이다. 14곡의 푸가와 4곡의 카논으로 이루어진 작품으로, 언뜻 대위법의 교과서처럼 생각되지만, 그 바탕에는 심원한 예술성이 깔려 있어, 바흐 최고 걸작 중 하나로 꼽힌다.
전곡은 하나의 기본 주제와 그 변형에 기초해서 만들어졌으며, 푸가의 작곡 기법을 집약한, 대위법의 총결산이라고 할 만한 작품이다. 바흐의 안질(결막염)이 악화되었기에 최종 푸가인 제239마디에서 중단되어 미완성인 채로 후세에 전해졌다. 대다수 곡에는 악기를 지정하지 않은 데다, 매우 추상적이며 난해한 음악이어서 20세기 초까지도 연주가 불가능한 작품으로 알려져 있었다. 작곡 후 180년을 경과한 1927년 볼프강 그래저가 라이프치히에서 처음으로 연주했고, 이후 관현악 곡으로 편곡되어 유명해졌다.